# Moabit hilft
Moabit hilft! ist eine Bürgerinitiative zur Unterstützung von Flüchtlingen in Berlin-Moabit. Das Nachbarschaftsnetzwerk erlangte bundesweite Bekanntheit im Rahmen der Berichterstattung zur Flüchtlingskrise in Deutschland ab 2015 und über Missstände bei der Asylaufnahmestelle des Landesamts für Gesundheit und Soziales Berlin sowie zu einer von einem freiwilligen Helfer frei erfundenen Geschichte über einen toten Flüchtling in Berlin.

## Geschichte
Die Initiative gründete sich im Sommer 2013 zur Unterstützung von Flüchtlingen, die in Moabit in einer neu eröffneten Notunterkunft und einem bereits länger bestehenden Flüchtlingsheim lebten. Laut Aussage der Iniatorin Diana Henniges waren die Erfahrungen in Berlin-Hellersdorf, „wo es massive Proteste gegen eine Flüchtlingsunterkunft, aber auch sehr viel örtliche Unterstützung für die Ankömmlinge gab“, Auslöser für die Gründung.
Überregionale Bekanntheit erlangte Moabit hilft durch das Engagement am Landesamt für Gesundheit und Soziales Berlin (LAGeSo) seit Sommer 2015 im Rahmen der Flüchtlingskrise in Deutschland ab 2015. Dort habe sich zuvor, so Susanne Memarnia in Die Tageszeitung, über Monate die humanitäre Situation der wartenden Flüchtlinge zugespitzt, bis Moabit hilft seinen Hilfseinsatz startete und dadurch auch die Öffentlichkeit auf die Situation an der zentralen Aufnahmeeinrichtung aufmerksam machte.
Im Herbst 2015 wurde der Verein Moabit hilft gegründet und im Januar 2016 ins Vereinsregister eingetragen (e. V.).
Diana Henniges war als Gründerin und Sprecherin von Moabit hilft Gast in mehreren Talkshows (u. a. Anne Will in Das Erste, Maybrit Illner im ZDF). Moabit hilft prangerte die Zustände am LAGeSo an, wies auf angebliches Versagen von Behörden hin, forderte Rücktritte und warnte vor möglichen Toten. So wurde der Verein deutschlandweit bekannt und angesehen. Einige ehemalige Helfer nennen Henniges uneinsichtig, ihr Auftreten „autokratisch“ und sprechen von Machtkämpfen wie in einer Sekte.
Ende Januar 2016 verbreitete der Verein die Lüge eines Ehrenamtlichen weiter, ein junger Syrer sei während des tagelangen Wartens vor dem LaGeSo gestorben, und machte die dortigen Zustände für den Tod verantwortlich. Innerhalb kurzer Zeit hatte sich die Behauptung über soziale Medien weiter verbreitet, war von Presse und Politikern überregional aufgegriffen worden und hatte zu einer großen Aufregung in Berlin geführt. Der Verein verlor durch die Ereignisse erheblich an Glaubwürdigkeit. In den folgenden Wochen intensivierten sich Bedrohungen gegen Mitarbeiter des Vereins.
An der Lehrter Straße hat Moabit Hilft seit Anfang 2016 ein Vereinsheim, in dem unter anderem Deutschkurse angeboten werden. Laut eigenen Angaben werden die Angebote täglich von mehr als 50 Menschen besucht. Zusätzlich betreibt der Verein auf dem Gelände des LaGeSo nach wie vor eine Anlaufstelle für Flüchtlinge, bei der Spenden ausgegeben werden. Der Verein hat 30 Mitglieder, davon die Hälfte Flüchtlinge und aus den Mitteln der Stiftung werden viereinhalb Stellen und 20 Minijobs finanziert. Der Verein wird kontinuierlich von Dutzenden ehrenamtlichen Helfern unterstützt.

## Ziele
Die erklärten Ziele von Moabit hilft sind:
- „den Flüchtlingen in Moabit mit materiellen, sozialen sowie alltagspraktischen Hilfeleistungen zur Seite zu stehen“, so auch Flüchtlinge „zu Ärzten und bei Amtsgängen zu begleiten, sie bei der Wohnungssuche zu unterstützen und Hilfe bei Umzügen zu leisten“,
- „die Bevölkerung zu informieren und in Hilfsprojekte einzubinden, um Vorurteile und Ängste abzubauen“ und
- die „Vernetzung lokaler Institutionen mit Ehrenamtlichen für die Flüchtlingshilfe“ nebst Pflege des Erfahrungsaustauschs „und Kooperationen mit anderen regionalen wie überregionalen Institutionen der Flüchtlingshilfe“.[16]